# フランク・グートシュミット
フランク・グートシュミット（Frank Gutschmidt、1971年 - ）はドイツの現代音楽のピアニスト。

## 略歴
ブランデンブルク州生まれ。ハンス・アイスラー音楽大学でディーター・ツェクリン、アンネローゼ・シュミット、アラン・マルクスにピアノを師事。作曲家パウル＝ハインツ・ディートリヒとのコラボレーションにより、彼の為に「ピアノ曲V,VI,VII」が書き下ろされて世界初演された。シュトックハウゼン講習会で「ピアノ曲X」の暗譜演奏により、講習会内シュトックハウゼン演奏コンクール第三位を受賞。以後、ドイツ国内で演奏活動を続ける。

## 近況
ベルリン芸術週間に於いても、シュトックハウゼンとのコラボレーションを行っている。ディートリヒの前述作品はACADEMYレーベルからリリースされている。